# الزاكي طمل
الزاكي طَمَلْ هو أحد أمراء وقادة الثورة المهدية البارزين في السودان، الذين كان لهم دوراً كبيراً في الانتصارات العسكرية التي حققتها دولة المهدية.

## نسبه
ينتسب إلى قبيلة التعايشة وهو من أبناء عمومة الخليفة عبد الله التعايشي، ولكنه وفقاً لعون الشريف من جماعة المندلة بجنوب كردفان الذين تصاهروا مع قبيلة التعايشة.

## أدواره السياسية

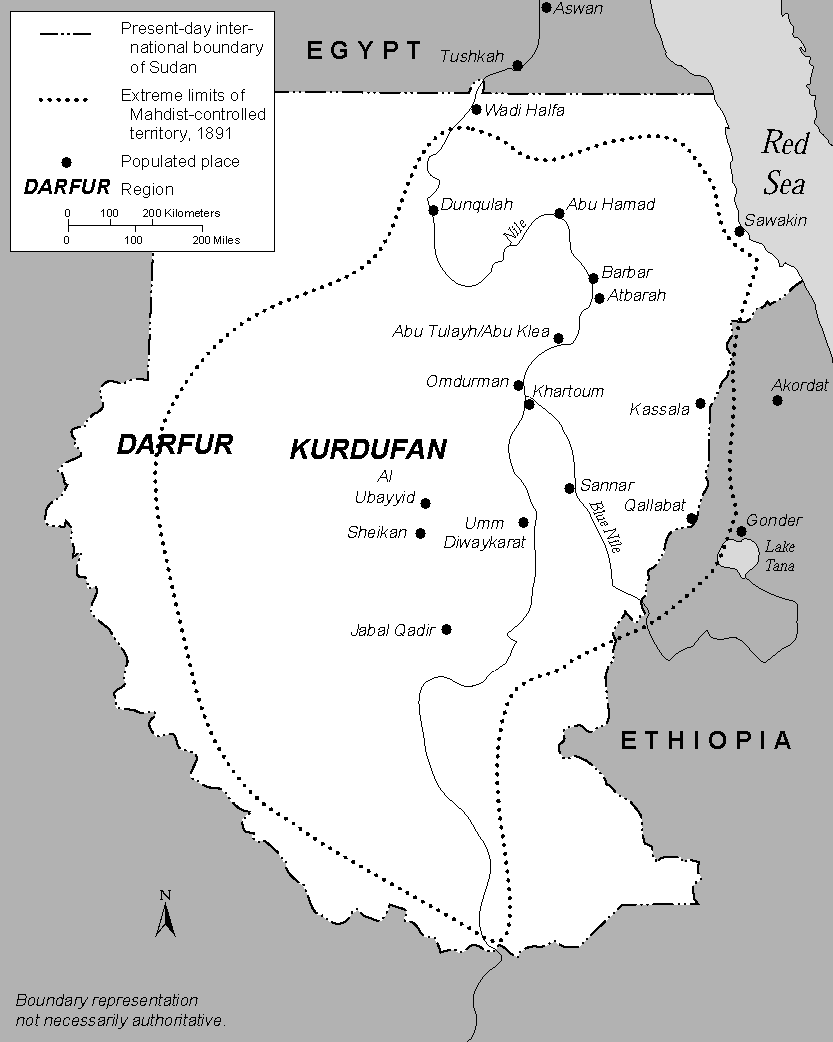
الدولة المهدية

عيّنه الخليفة عبد الله التعايشي عاملاً في كل من عمالة فشودة والقلابات. أدى انتصاره على جيوش الإمبراطور يوهانس الرابع ومصرع هذا الأخير إلى هدوء المناوشات في الحدود الشرقية لدولة المهدية بالسودان وانشغال الإثيوبيين بترتيب أمورهم الداخلية بعد انتهاء سيطرة قومية التغراي على الحكم في ممالك الحبشة وتولي  منليك الثاني ملك مملكة شوا دفة الحكم في الحبشة مطلقاً على نفسه لقب «نُجوسِي نِيجاستِ (بالأمهرية ንጉሠ ነገሥት)» أي ملك ملوك إثيوبيا ومنذ ذلك الوقت سادت قومية الأمهرا إثيوبيا. عاد الحكم إلى التغراي مرة أخرى في أواخر القرن الماضي عن طريق الجبهة الشعبية لتحرير التغراي، ومؤسسها ملس زيناوي.

## نشاطاته العسكرية

### اخماد التمرد في الجنوب
في سنة 1891 م، ارسله الخليفة عبد الله التعايشي إلى جنوب السودان لإخضاع قبائل الشلك الذين تمردوا على حكم المهدية وبعد أن رفض زعيمهم الذي يُعرف بلقب «الرُث» تأدية ضريبة عشور محصول المنطقة من الحبوب وقطعان الماشية واعلن استقلاليته عن المهدي. شن الزاكي هجوما على مقاتلي الشلك فهزمهم وقتل زعيمهم وارسل رأسه إلى الخليفة في أم درمان، ومكث فترة من الوقت في فشودة عاصمة الشلك (بلدة كدوك حالياً) والتي أصبح عاملاً عليها.

### الانتصار في معركة القلابات

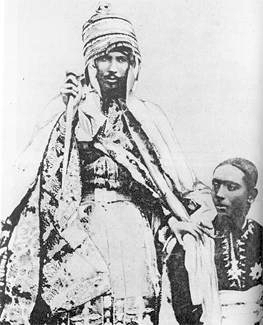
الأمبراطور يوهانس الرابع وإبنه الرأس أرأيا

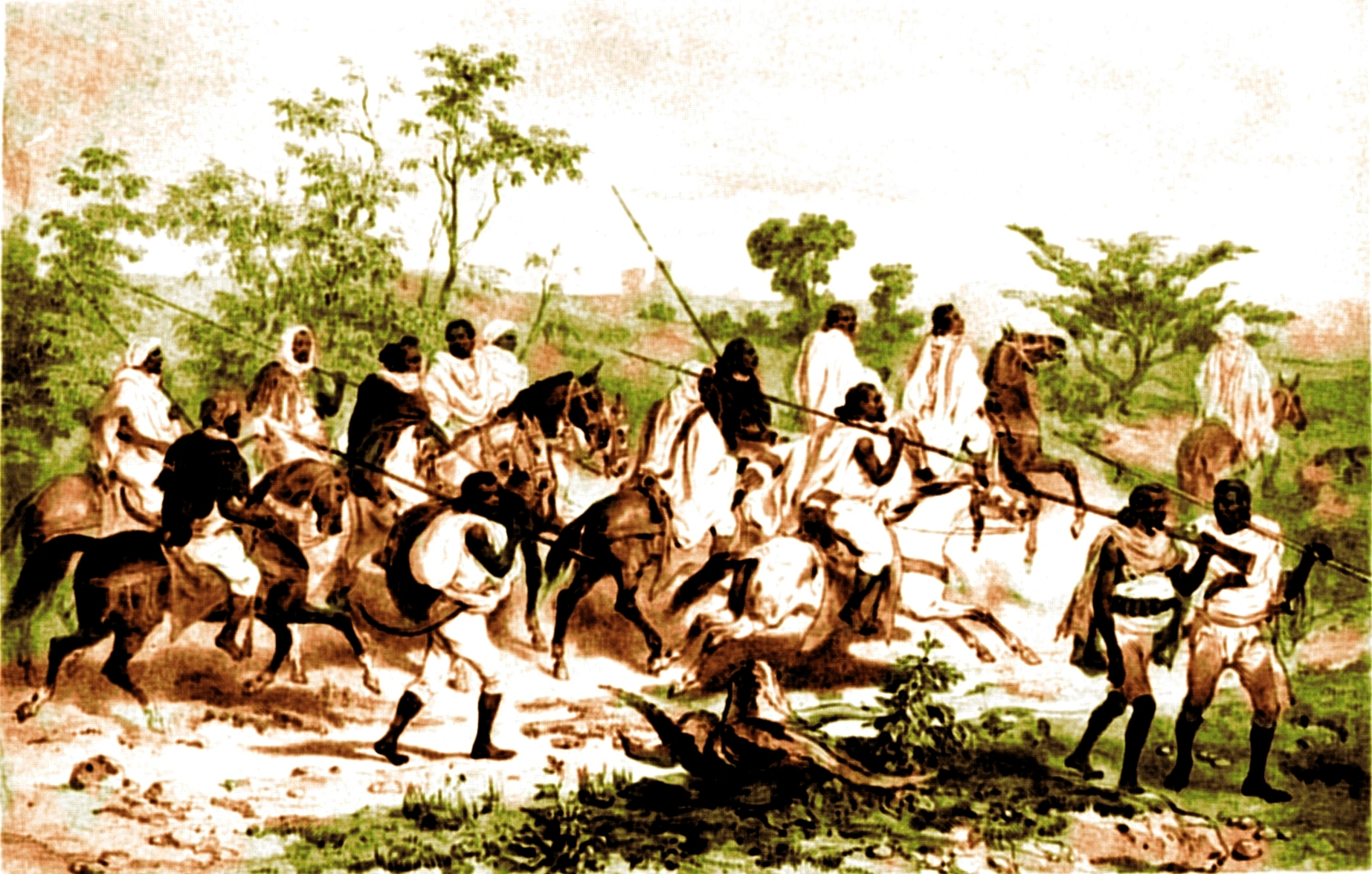
معركة القلابات

بعد وفاة حمدان أبو عنجة قائد جيش المهدية في الشرق في سنة 1888م، خلفه الزاكي طمل وكانت أولى مهامه هي التصدي لهجمات الأحباش الذين كانوا يغيرون على الحاميات العسكرية والمواقع بالسودان منذ عام 1837م ضد المصريين الاتراك ثم ضد القوات المهدية والتي تمكنت بقيادة أبو عنجة بالحاق الهزيمة بهم وطاردت قوة منهم بقيادة القائد الحبشي تخلي هايمانوت حتى مدينة غوندار العاصمة التاريخية للحبشة فاحتلوها. ونتيجة لذلك قرر الإمبراطور يوهانس الرابع الملقب بأسد يهودا المنتصر وملك ملوك إثيوبيا، حسم الأمر بنفسه فقاد جيشاً ضخماً يتكون من 150 الف مقاتل منهم 20 الف من الخيالة واتجه نحو منطقة القلابات (القلابات السودانية والمتمة الإثيوبية في الوقت الحالي). وتأهب الزاكي طمل للدفاع عن البلدة وبنى حولها زريبة كبيرة، وهي استحكامات دفاعية تتكون من سور يُبني من أعواد وفروع الأشجارالشوكية لعرقلة تقدم القوات المغيرة وضربها وقت اقتحامها للزريبة. وكانت قوة الزاكي تتكون من 85 الف مقاتل من المجاهدين ولكن كان بعضهم يحمل اسلحة نارية. وفي مارس / آذار 1889 م، اندلعت المعركة وتمكن الأنصار من اصابة الأمبراطور بطلق ناري على يده وآخر على صدره مما أدى إلى مقتله فتشتت قواته ولاذت بالفرار، وخرج الزاكي من المعركة منتصراً، واستولى الأنصار على غنائم لا تحصى من بينها خيول وأسلحة وتاج الأمبراطور نفسه، وكان لهذا الانتصار كما وصفه مكي شبيكة وقعاً إيجابياً كبيراً في أم درمان «ارتفعت معه الروح المعنوية للمهدية إلى قمتها».

## اتهامه بمخالفته منهج المهدية وتبرئته
قام منافسوه ومن بينهم الأمير أحمد ود علي التعايشي بتدبير وشاية ضده وابلغوا الخليفة بأن الزاكي طمل وإبنه طه الزاكي أصبحا يتصرفان في عمالة كسلا وكأنهما ملكان، وأنهما لن يذعنا لأمره إذا استدعاهما إلى أم درمان. واصدر الخليفة بالفعل امراً باستدعاء طه نجل الزاكي للتأكد من تلك المزاعم فحضر طه إلى أم درمان، ثم طلب الخليفة من الزاكي نفسه ان يحضر إليه فحضر هذا الأخير أيضاً، وبحضورهما أمر الخليفة بالتحقق في التهم الموجهة اليهما وشكل محكمة برئاسة القاضي أحمد بينما تولى كل من عبد الله ولد إبراهيم وعبد الرسول مهمة الإدعاء العام وواجه القضاة الزاكي بالتهم المنسوبة إليه هو وإبنه وافلح في دحض حجج الإدعاء فبرأتهما المحكمة.
وواقع الحال أن التنافس والغيرة بين أحمد ود علي والزاكي طمل يرجع إلى أن أحمد كان يتطلع إلى تولي إمارة القلابات إلا أن الخليفة فضل عليه الزاكي ثم حدث وأن الزاكي مرّ هو وحمدان على مجموعة من الجياد في العاصمة أم درمان، فسأل الزاكي عن صاحبها وقيل له بأنها تابعة للقاضي أحمد. صاح الزاكي وقال بأن القاضي لا ينبغي له أن يملك خيلاً، بل له فقط أن يركب حمارا، واثارت تلك الملاحظة غيظ احمد وحقده الدفين على الزاكي.

## اتهامه بالخيانة والتآمر مع العدو
لم ينته الأمر على ذلك، لأن براءة الزاكي اثارت مخاوف الأمير أحمد ود علي والقاضي أحمد من ان ينتقم منهما فتقدما ببلاغ آخر ضده واتهماه هذه المرة بالخيانة والتخابر مع العدو والاتفاق مع الطليان على بيعهم كسلا، فتم استدعائه إلى أم درمان مرة أخرى للتحقيق حول هذه التهم الخطيرة، وتكونت محكمة ضمت القضاة حسين، وأحمد علي محمد، ومكي أبو حراز. وشهد ضده الأمير أحمد ود علي وعبد الرسول. وحلفا اليمين على صحة ما نسبت إليه من تهم. يصف علي المهدي في كتابه «جهاد في سبيل الله»، تلك الأحداث قائلاً: «لقد تواطأ الأمير أحمد علي والقاضي أحمد علي، وعبد الله إبراهيم، وعبد الرسول حنفي، ومحمد فرح الجعلي، على رمي الأمير الزاكي طمّل بتهمة الاتفاق سراً مع الطليان لتسليمهم القضارف وما حولها والانحياز إليهم. 
» 

## موته
أدانت المحكمة الزاكي بالتهم المنسوبة إليه هذه المرة وحكمت عليه بالحبس في سجن الساير (سجن أم درمان الحالي). ومكث في السجن نحو ثلاثة أشهر قبل صدور نبأ وفاته. يعود سبب الوفاة إلى تدابير السجن المشددة ضده حيث تم حبسه في مكان مظلم ومنع عنه الطعام لمدة طويلة، وذلك بأمر من القاضي أحمد الذي كان حاقدا عليه كما تذهب بعض الروايات. وهكذا اْعدم الزاكي بطريقة ما كان يعرف في المهدية بالموت صبرا أي منع الطعام والشرب عن السجين حتى يفارق الحياة جوعاً وعطشاً. وفي رواية عون الشريف إن الزاكي قتل رجماً بالحجارة في عام 1892 م.

## رد فعل الخليفة على موته
هناك من يرى بأن الخليفة كان يشعر ببراءة الزاكي واخلاصه ولكنه اذعن لحكم المحكمة، فقد استغرب كثيرا عن وفاته المبكرة وسأل عن سببها فقيل له احتباس البول. وهو أمر لم يسمع به الخليفة من قبل رغم سؤاله الكثير عنه وعندما علم بحقيقة منع الطعام عن الزاكي حكم الخليفة على القاضي أحمد بأن يحبس هو الآخر في السجن حتى يموت جوعا بالطريقة ذاتها التي استخدمها القاضي أحمد لقتل الزاكي. وذكر عصمت حسن زلفو إن الخليفة قد أسف على موت الأمير الزاكي وقال:«هو الذي هزم جيش الطليان وقهره، إنه ليس بالرجل الهيّن الذي لا يؤسف على موته بهذه الصفة»

## تضارب الآراء حول شخصيته
تضاربت الآراء واختلفت حول شخصية الزاكي طمل فهناك من يصفه بالبطش والجبروت وتعذيب خصوم المهدية دون هوادة تنفيذا لأوامر الخليفة كما حدث للأشراف - أقرباء المهدي - المعارضين الذين أوكل إليه الخليفة إعدامهم فقتلهم في عامي 1891 و 1892 م، أو عشائر الشلك بجنوب السودان الذين تمردوا على حكم المهدية  وهناك فريق آخر يعيب على مثل هذه الآراء استنادها على كتابات اعداء الدولة المهدية من الإنجليز وفلول قادة الحكم التركي المصري، خاصة الفارين منهم من أسر المهدية أمثال سلاطين باشا وشارلس نيوفيلد، وبطانتهم في السودان وبعض زعماء العشائر أو القبائل المناوئين للمهدية، وعلى نقيض ذلك يصف هذا الفريق الزاكي بأنه كان قائدا شجاعاً ذا خبرة وحنكة عسكرية، وعادلاً بمعايير ذلك الزمان واخلاقياته، حيث كان يمنع جنوده من نهب أموال الناس وهتك اعراضهم حتى أطلق عليه المثل السوداني القائل (الزاكي عَدَل، والدجاج قَدَل) أي تبختر، دلالة على الأمن والطمأنينة.